# Galliano Gervasi
Galliano Gervasi (Foiano della Chiana, 15 novembre 1899 – Arezzo, 19 marzo 1970) è stato un politico, partigiano e sindacalista italiano.

## Biografia
Iscritto al Partito Socialista Italiano dal 1917, aderisce alla mozione del XVII Congresso del Partito Socialista Italiano di Livorno, aderendo al Partito Comunista d'Italia. Partecipa agli scontri con i movimenti fascisti attivi nel territorio aretino. In uno di questi, in località Renzino, vengono uccisi tre militi fascisti. Per vendetta gli squadristi attaccarono Foiano assassinando nove tra uomini e donne. Incarcerato, viene condannato a 22 anni di reclusione; ne sconta 12, impegnando questi anni nello studio e nel completamento della personale formazione politica.
Scarcerato nel 1933 rientra nel suo paese natale, continuando nella sua attività propagandistica. A seguito dell'Armistizio del 1943, aderisce alla Resistenza attiva nel suo territorio. Al termine del conflitto viene nominato dal CLN sindaco della città di Foiano, ed eletto all'Assemblea Costituente nelle file del Partito Comunista Italiano. Viene in seguito eletto al Senato della Repubblica nella I e II Legislatura. Concluso il secondo mandato, rientra a Foiano dove viene rieletto sindaco.
Nel 1946 è tra i fondatori della Confederazione nazionale dell'artigianato e della piccola e media impresa, di cui è Presidente dal 1953 al 1959.